# 北海道道1084号帯広の森公園線
北海道道1084号帯広の森公園線（ほっかいどうどう1084ごう おびひろのもりこうえんせん）は、北海道帯広市内を結ぶ一般道道である。

## 概要

### 路線データ
- 起点：北海道帯広市南町南7線（帯広の森運動公園）
- 終点：北海道帯広市西2条南34丁目（国道236号交点）
- 総距離：6.1 km（内、重複区間0.6 km）

## 歴史
- 1988年（昭和63年）3月31日 - 路線認定[1]。
- 同日廃止[2]の道道469号帯広空港線の路線の一部を引き継いでいる。

## 地理

### 通過する自治体
- 十勝総合振興局
  - 帯広市

### 主な接続道路
帯広市
- 北海道道216号八千代帯広線 - 南の森西1丁目、西18条南36丁目（重複）
- 国道236号 - 西2条南34丁目（終点）